# Samuel Gottlieb Lange
Samuel Gottlieb Lange (* 5. April 1767 in Ohra bei Danzig; † 15. Juni 1823 in Rostock) war ein deutscher evangelisch-lutherischer Theologe, Prediger und Professor der Theologie an der Universität in Rostock.

## Leben
Samuel Gottlieb Lange war Sohn des Predigers Gottlieb Lange († 1802), später erster Diakon an der Danziger Dreifaltigkeitskirche. Nach dem Besuch des Danziger Gymnasiums studierte er drei Jahre in Jena Theologie, Philologie, Philosophie und Geschichte und kehrte danach in seine Heimatstadt zurück. Aus gesundheitlichen Gründen ging er 1795 wieder nach Jena, wo er sich zum Magister habilitierte und als Privatdozent theologische und philosophische Vorlesungen hielt. Noch im selben Jahr wurde er Adjunkt an der philosophischen Fakultät, 1796 außerordentlicher Professor der Philosophie und 1798 außerordentlicher Professor der Theologie.
Noch 1798 folgte er dem Ruf als ratlicher ordentlicher Professor der alttestamentlichen Theologie an die Universität Rostock. Daneben wurde er Prediger an der dortigen Hospitalkirche zum Heiligen Geist als Nachfolger des Joachim Heinrich Pries d. J. (1747–1796). Am 10. Mai 1799 wurde er zum Dr. theol. promoviert. Er war mehrmals Dekan der Theologischen Fakultät und 1820/21 Rektor der Universität. Daneben war er Mitglied der Rostocker Freimaurerloge Tempel der Wahrheit. Lange blieb unverheiratet, er verstarb nach schwerem Krankenlager in seinem 57. Lebensjahr.
„Gegen 1810 führte er in Sachen der Freimaurerei eine derartige Polemik in der Zeitung [Freimüthiges Abendblatt] gegen den Prof. […], daß der Großherzog ein Rescr[ipt] erließ, daß Prof. Lange, wenn der Turnus des Rektorates an ihn gelange, das nächste Mal bei der Wahl übergangen werden solle.“

## Werke (Auswahl)
- Versuch einer Apologie der Offenbarung. 1794
- Anfangsgründe der Philosophie über die Menschliche Seele. (2 Bände, aus dem Englischen übersetzt und mit einer Vorrede versehen) Maurer, Berlin 1794
- Dissertatio Historico-Critica In Qua Justini Martyris Apologia Prima Pro Christianis Ad Antonium Pium Sub Examen Vocatur. 1 und 2, Mauk, Jena 1795
- Ausführliche Geschichte der Dogmen oder der Glaubenslehren der christlichen Kirche, nach den Kirchenvätern ausgearbeitet. Fleischer, Leipzig 1796
- System der theologischen Moral. 1801
- Daß die Einwohner Rostocks, die neue Armenordnung aus allen Kräften zu unterstützen schuldig sind. 1803
- Aufschlüsse über den Herrn Baccalaureus und Magister, auch Prediger Tarnow in Rostock. 1806